# بزرگراه پاسیفیک
بزرگراه پاسیفیک یک مسیر عمده حمل و نقل امتداد ساحل شرق مرکزی استرالیا است که بیشتر آن بخشی از بزرگراه شماره یک استرالیا محسوب می‌شود.
طول بزرگراه پاسیفیک ۹۶۰ کیلومتر (۶۰۰ مایل) است و این بزرگراه مسیر اصلی ارتباط ساحلی دو شهر سیدنی در نیو ساوت ولز با بریزبن در کوئینزلند است. بزرگراه پاسیفیک تقریباً به موازات اقیانوس آرام و در سواحل شرقی دو ایالت یادشده پیش می‌رود. شهرهای گاسفورد، نیوکاسل، تاری، بندر مک کوایری، کمپسی، کافس هاربر، گرافتون، بالینا و گلدکُست در مسیر آن قرار دارند.
بزرگراه پاسیفیک یکی از شلوغ‌ترین بزرگراه‌های استرالیا محسوب می‌شود و در حال ارتقا به دو carriageway (حداقل ۴ خط) است. در ۳۱ مارس سال ۲۰۱۶ حدود ۷۷٫۶ درصد از مسیر بزرگراه پاسیفیک دارای دو carriageway یا مسیر مستقل انتقالی بوده است.

## ایمنی

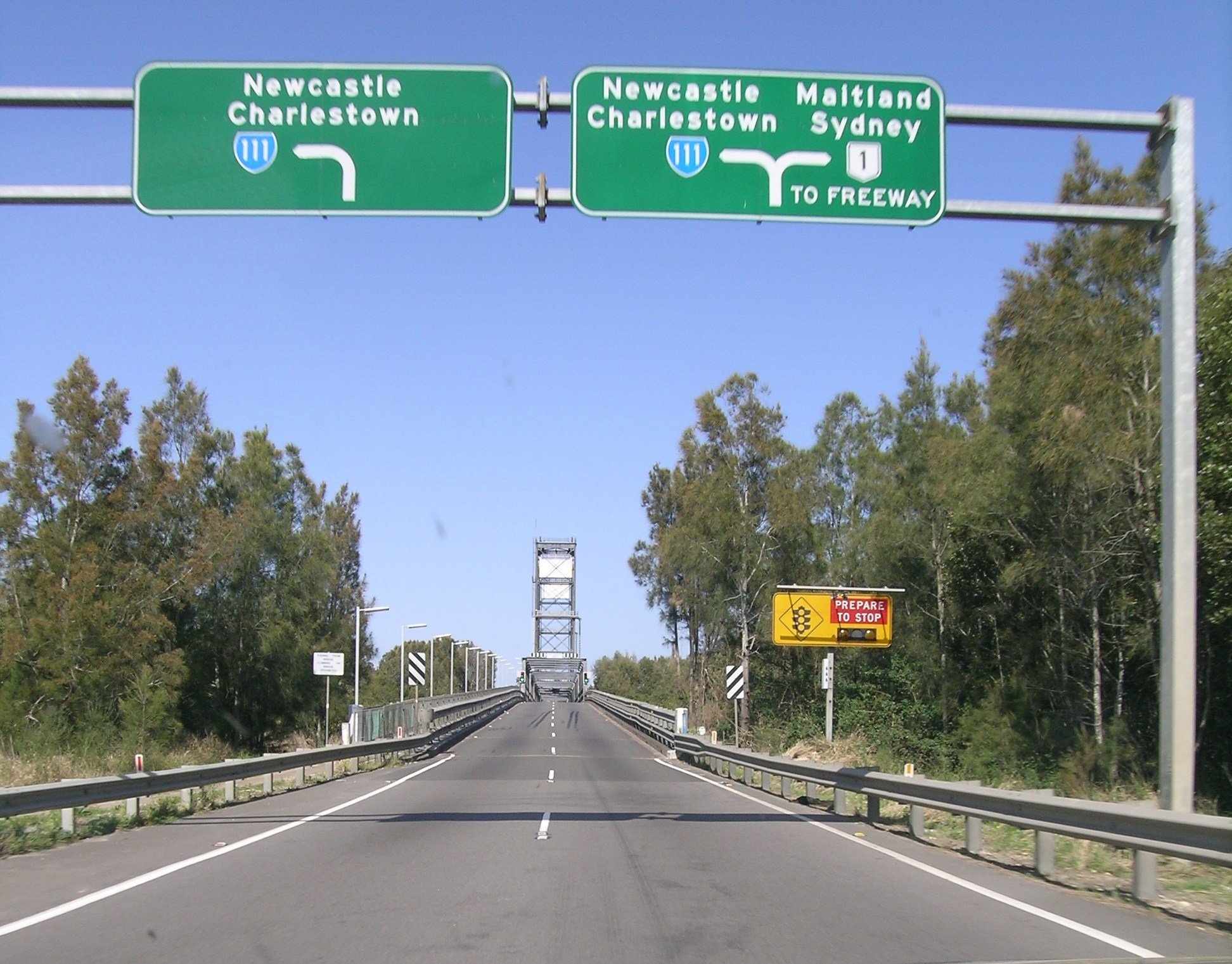
پل رودخانه هانتر.

بزرگراه پاسیفیک یکی از خطرناک‌ترین و پر مرگ و میرترین جاده‌ها در استرالیاست. بین سال‌های ۱۹۹۵ و ۲۰۰۹ بیش از ۴۰۰ نفر در بزرگراه کشته شدند. در سال ۱۹۸۹ دو تصادف جداگانه اتوبوسی در این جاده از بدترین تصادفات جاده‌ای در تاریخ استرالیا بوده‌اند. در سال ۲۰۱۰ تعداد ۳۸ نفر و در سال ۲۰۱۱ تعداد ۲۵ نفر در این بزرگراه کشته شده‌اند. علت عمده تصادفات جدا نبودن دو طرف جاده در بخش‌هایی از جاده است که موجب برخورد خودروها از روبرو می‌شود.

## شهرهای مسیر
بزرگراه پاسیفیک از برخی از مناطق به شدت در حال توسعه استرالیا عبور می‌کند. جاذبه توریستی این مناطق باعث شلوغی این بزرگراه شده است.
شهرها و شهرهای بزرگ در امتداد اقیانوس آرام بزرگراه عبارتند از: گاسفورد، Wyong، نیوکاسل، تاری، بندر مک کوایری، کمپسی، کافس هاربر، گرافتون، بالینا و بایرون بیهمه در نیو ساوت ولز و گُلدکُست در کوئینزلند.